# إصابة الكتف المتعلقة بإعطاء اللقاح
اصابة في الكتف ذات الصلة في إعطاء اللقاح (اختصارًا SIRVA) هو ألم الكتف مع نطاق الحركة المحدود الذي يحدث بعد إعطاء اللقاح بشكل مقصود داخل العضل في الذراع العلوي. يعتقد أنها تحدث نتيجة الحقن غير المقصود من اللقاح المضاد أو الرضة من الإبرة في داخل وحول الجراب في الكتف.
تم وصف SIRVA بأنها غير مبلغ عنها ويمكن الوقاية منها، و «ناتج عن تقنية غير صحيحة أو تحديد غير صحيح للحقن العضلي في العضلة الدالية». نظرًا لأن الإصابة ناتجة عن تقنية الحقن بدلاً من المادة المحقونة، يمكن أن يحدث SIRVA بغض النظر عن اللقاح الذي يتم إعطاؤه. على الرغم من أن الإصابة ترتبط عادةً بالتطعيم، إلا أنها قد تحدث أيضًا نتيجة أي نوع آخر من الحقن في منطقة الكتف. ومع ذلك، يشير فحص تقارير الإصابات إلى أن هذا النوع من الإصابات يزداد شدة عندما يتعلق الأمر بإعطاء اللقاح، والذي «قد يكون إما بسبب المكونات المستضدية أو غير المستضدية من اللقاح». من أجل تجنب هذا النوع من الإصابة، يُنصح مسؤولو الحقن بتجنب حقن المريض بأعلى من اللازم، أو منخفض جدًا، أو بعيد جدًا عن الجانب، وتجنب استخدام الإبر التي تخفق في اختراق العضلات بعمق، أو التي تخترق بعمق كبير وتصل العظم.

## السبب
لا يسبب SIRVA دواد محدد يكون داخل الحقن. بل سببه سوء إدخال الإبرة المستخدمة في الحقن. ويمكن «الوقاية من حدوثها والتي مسببها إعطاء حقن اللقاح في كبسولة الكتف بدلا من العضلة الدالية. ونتيجة لذلك، التهاب هياكل الكتف يجعل المرضى يشعرون بالألم، قلة مدى الحركة، وانخفاض جودة الحياة».

## العلاج
«علاج SIRVA هو نفس علاج الإصابات الالتهابية الروتينية.»  يحتاج الأشخاص الذين يعانون من SIRVA عادة إلى علاج طبيعي وأدوية لإدارة الألم وفي بعض الحالات الشديدة الجراحة.

## التعويض
في الولايات المتحدة، تمت إضافة SIRVA إلى قائمة الإصابات القابلة للتعويض على جدول إصابات اللقاحات المستخدم من قبل البرنامج الوطني للتعويض عن إصابات اللقاحات في عام 2017. 